# Donato Giuseppe Frisoni
Donato Giuseppe Frisoni (né en 1683 à Laino et mort le 29 novembre 1735 à Ludwigsbourg) est un architecte italien du XVIIIe siècle.  

## Biographie
Donato Giuseppe Frisoni naît à Laino, dans la province de Côme. Probablement peu de temps après 1700 il se rend à Prague et exerce en tant que platrier. 
Avec Johann Friedrich Nette, Donato Giuseppe Frisoni est l'architecte du Château de Ludwigsbourg. Il décède à Ludwigsbourg.